# Keupstraße

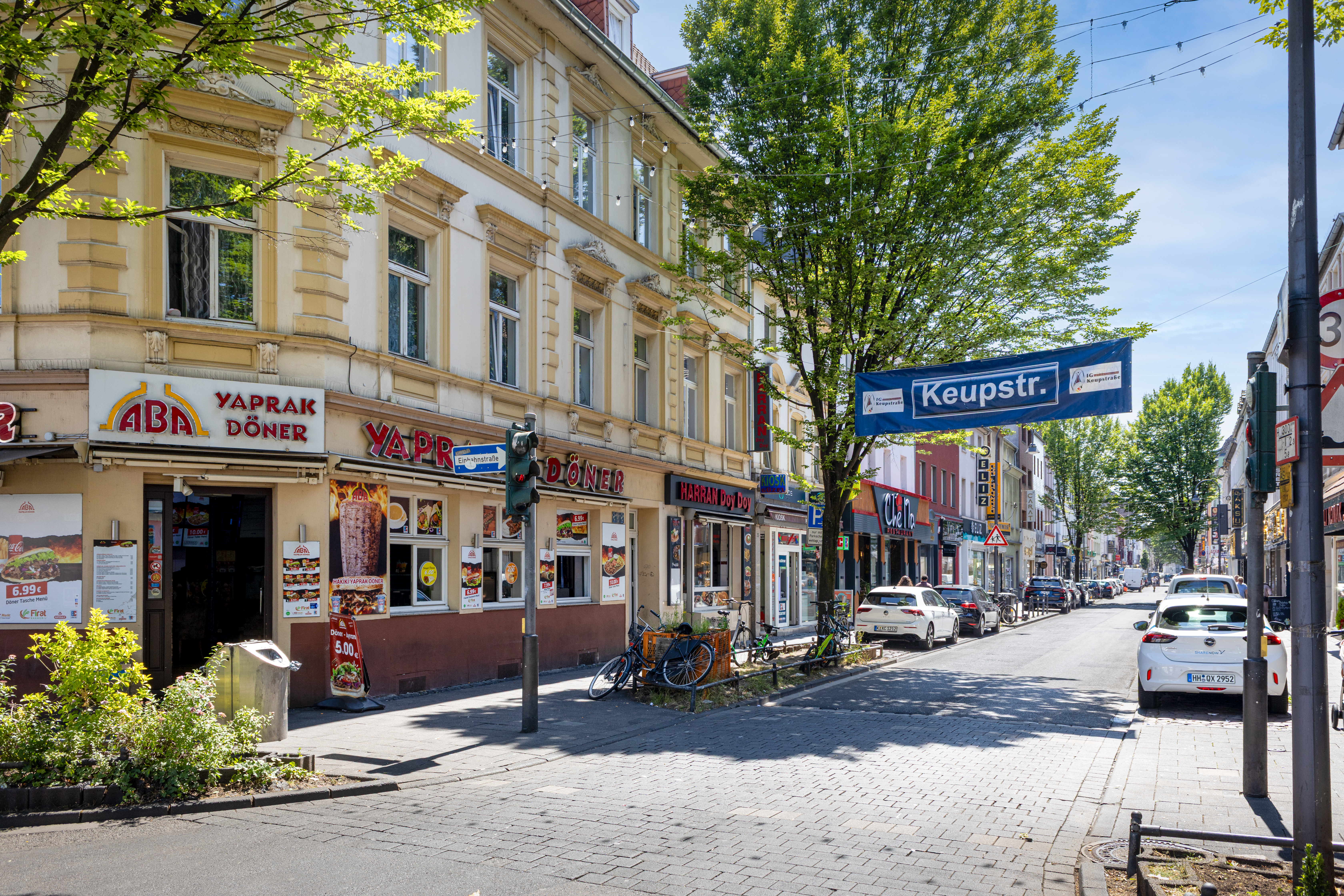
Keupstraße (2025)

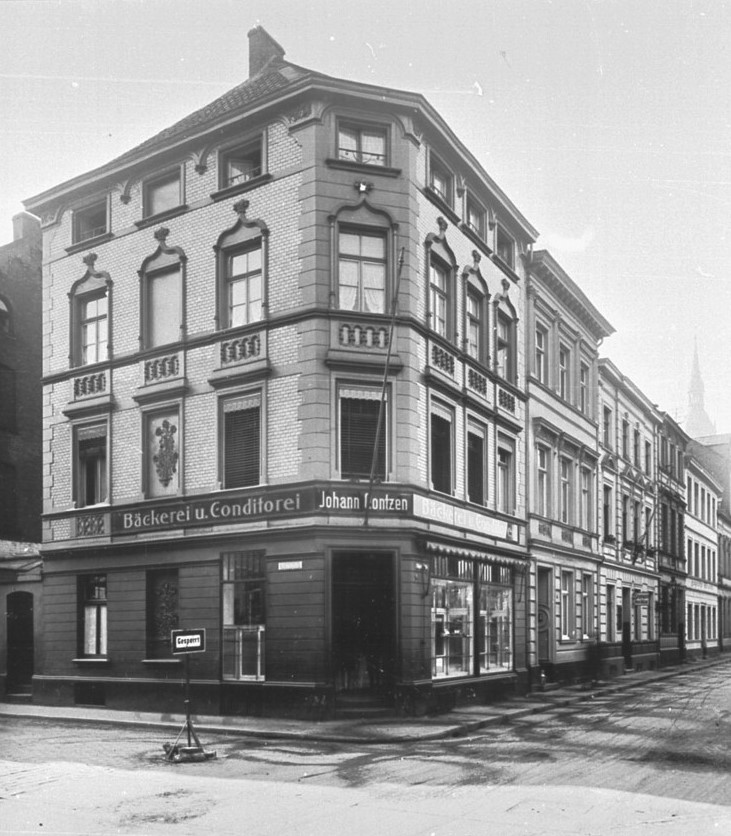
Köln – Keupstraße/Regentenstraße (1926)

Die Keupstraße ist eine 890 Meter lange Straße im rechtsrheinischen Kölner Stadtteil Mülheim.

## Allgemeines
Der Stadtteil Köln-Mülheim war bis März 1914 eine selbständige Stadt, die am 1. April 1914 nach Köln eingemeindet wurde. Die Industrialisierung des 19. Jahrhunderts brachte vor der Eingemeindung einige Betriebe der Metallverarbeitung in die Stadt Mülheim, so 1851 die Bleiweißfabrik „Lindgens & Söhne“, 1872 die Schamottefabrik „Martin & Pagenstecher“, 1872 das Walzwerk „Böcking & Cie“ und 1874 die Drahtseilerei „Felten & Guilleaume“. Die hier beschäftigten Arbeiter siedelten sich meist im rechtsrheinischen Mülheim an, auch in der Wolfstraße, wie die heutige Keupstraße bis 1914 noch hieß.

## Lage
Die Keupstraße beginnt am Zusammentreffen der Dünnwalder Straße mit der Mülheimer Freiheit und verläuft in einem Bogen zur Bergisch Gladbacher Straße in unmittelbarer Nähe zum Wiener Platz. In der Nähe liegt das Schanzenviertel, ein ehemaliges Industrieviertel des 19. Jahrhunderts, das mittlerweile mehrere kulturelle Einrichtungen (Kölner Schauspiel, E-Werk u. a.) sowie junge Unternehmen, u. a. der Medienbranche, beherbergt. Sie wird durch die wichtigste Kreuzung Clevischer Ring (Teil der ) durchtrennt.

## Geschichte

### Gründerzeit

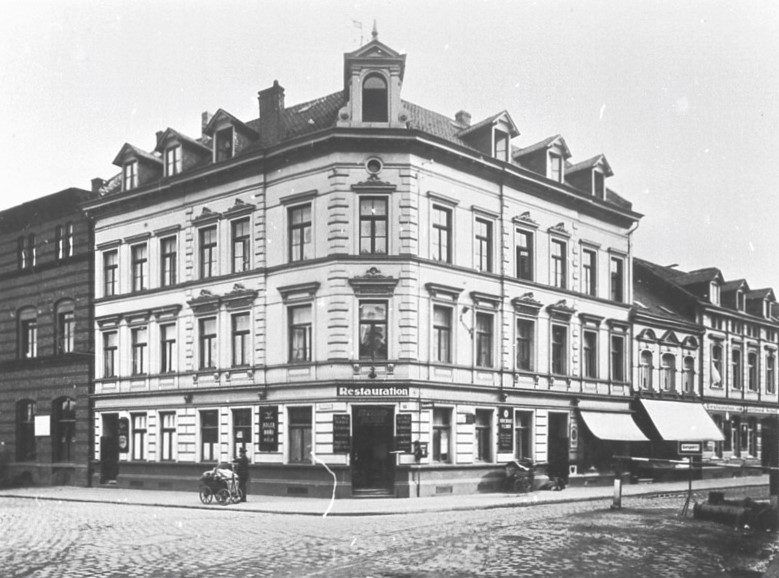
Köln – Keupstraße 19–21/Schanzenstraße (1926)

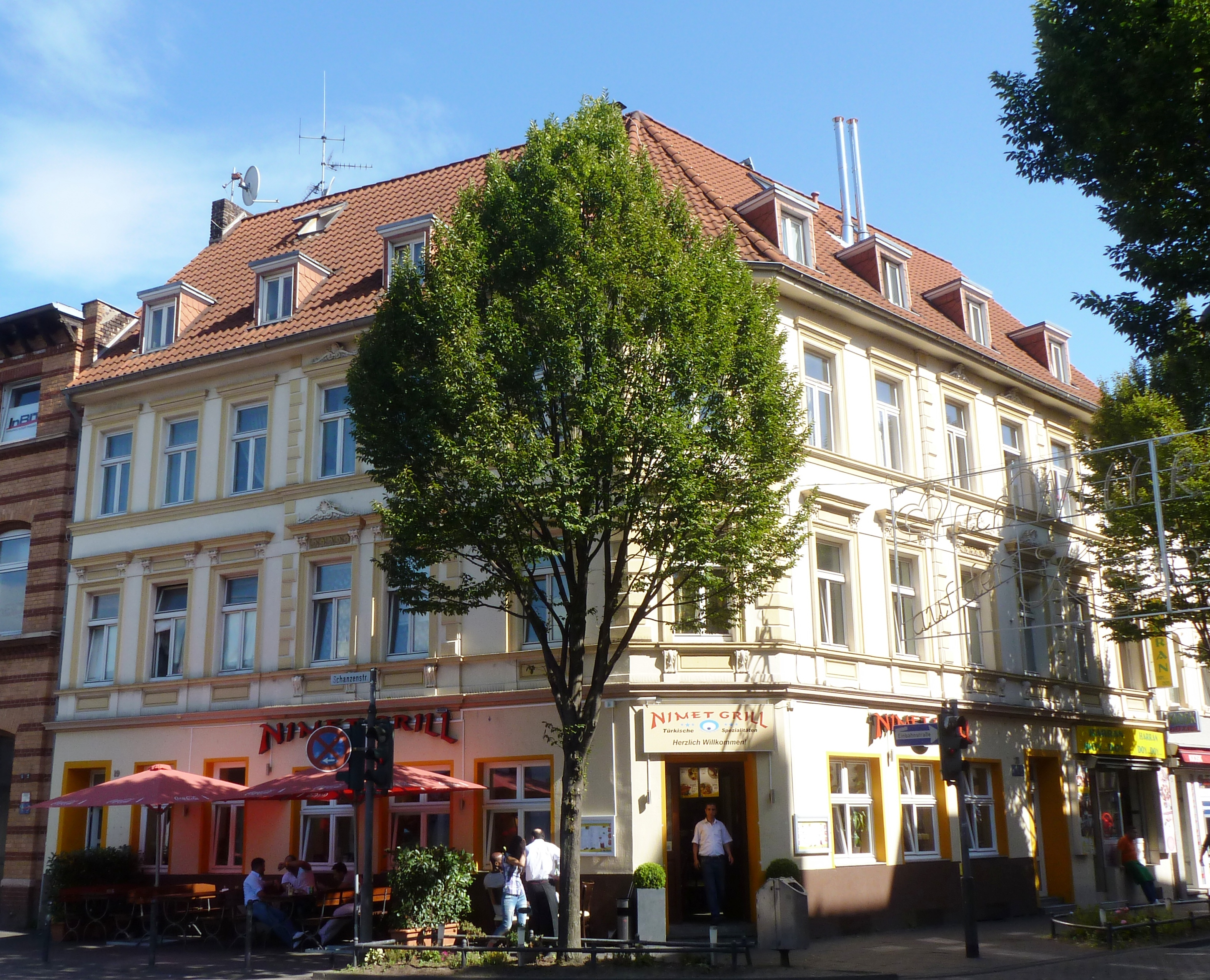
Köln – Keupstr. 19–21/Schanzenstraße (2012)

Das „Ambulatorium für Kinderkrankheiten“ wurde im Oktober 1877 gegründet und bezog 1882 zwei Räume in der Wolfstraße. Im Kölner Stadtplan von 1899 ist sie noch als Wolfstraße verzeichnet, die von der Freiheit (heute „Mülheimer Freiheit“) im Westen zu den Äckern und Wäldern vor der Stadt im Südosten verlief. Dort befand sich der Schänzchesweg (heute „Schanzenstraße“), wo damals die Mülheimer ihr Brennholz (ihre „Schänzchen“) beschafften. Außerhalb der Stadtgrenze von Mülheim lag der evangelische Friedhof, wo heute die Keupstraße auf die Bergisch-Gladbacher Straße trifft. In der Keupstraße Nr. 53 und Nr. 55 befand sich um 1902 das Restaurant „Zur Erholung“ von Jakob Saal. Im Nebengebäude hatte sein Bruder Thomas Saal eine Metzgerei. 1908 entstand in Nr. 69 durch Gastwirt Josef Kühbach das erste Kino Mülheims.

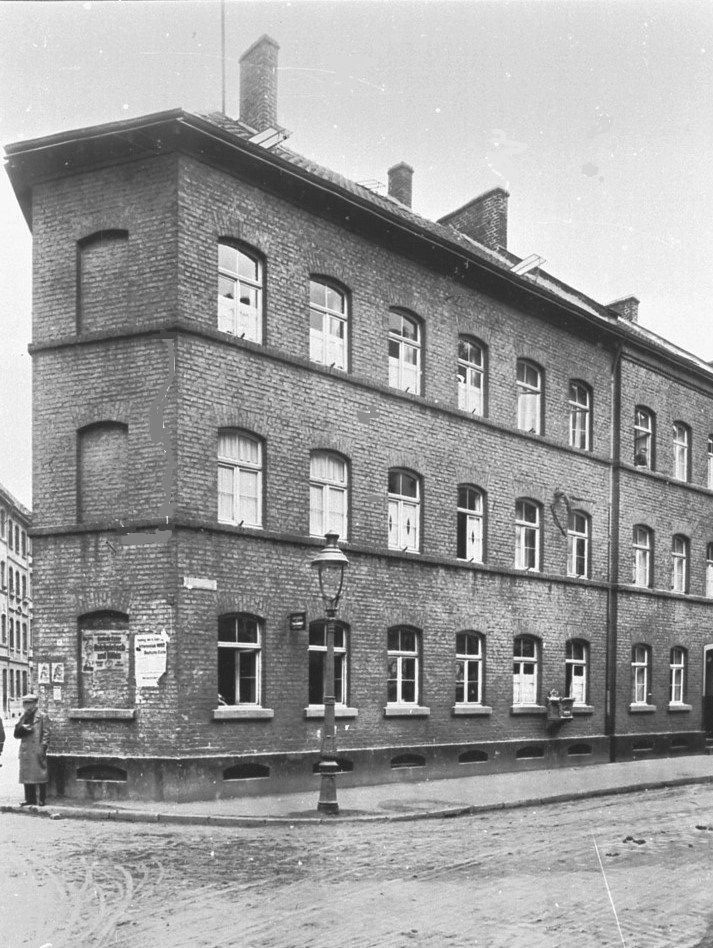
Köln – Keupstr. 97–99

Das von Franz Carl Guilleaume gegründete Carlswerk ließ zwischen 1874 und 1900 die heute noch existierenden Mietskasernen in der Keupstraße 97 bis 117 für die Arbeiter errichten, es entstand ein Arbeiterviertel. Im vorderen Teil der Wolfstraße wurden Bürgerhäuser errichtet, von denen viele während der Luftangriffe am 28. Oktober 1944 zerstört wurden.
Am Anfang der Wolfstraße wohnte das Ehepaar Kaspar und Maria Sybilla Petronalla Keup, das sich als Getreidehändler betätigte. Die Grundbesitzer Keup verkauften ihre Agrarflächen an die Eisenbahngesellschaften und an Guilleaume und erwarben hierdurch ein großes Vermögen. Nach dem Tod ihres Mannes stiftete die kinderlose Witwe Keup 1870 ihr Haus mit Garten und Geld für den Bau des katholischen Dreikönigshospitals am Anfang der Straße. Hier fanden 1880 bereits 60 Kranke Aufnahme. 1930 erfolgte die Grundsteinlegung für einen Erweiterungsbau. Es existierte als ältestes Mülheimer Krankenhaus bis 1975 und wurde 1979 niedergelegt. Seit 1984 steht dort (Nr. 2a/4) das Norbert-Burger-Seniorenzentrum, ein Altenheim des Arbeiter-Samariter-Bundes, errichtet von Gisbert Brovot.

### Neuzeit
Nach der Eingemeindung Mülheims im April 1914 wurden viele Straßen umbenannt, um Doppelungen in Köln zu vermeiden. Deshalb wurde 1914 die Wolfstraße zur Würdigung der Stifterin Maria Sybilla Petronella Keup (* 23. März 1811, † 7. Juni 1890) zur Keupstraße umbenannt. Zwischen 1911 und 1928 fuhr hier eine Straßenbahn durch; im Zuge der Bauarbeiten wurde die gepflasterte Keupstraße asphaltiert. In den Jahrzehnten ab 1980 war die Straße einer der wichtigsten Drogenumschlagplätze Kölns und verwandelte sich in einen sozialen Brennpunkt. Durch die konsequente Präventionsarbeit der Polizei konnte die Drogenszene aus dem Viertel verdrängt werden. In denselben Jahren haben türkische Migranten, die den Schritt in die Selbstständigkeit wagten, nach und nach leerstehende Ladenlokale angemietet. Seither hat sich die Straße zu einem türkischen Handels- und Dienstleistungszentrum entwickelt.

### Migration
Das Straßenbild wurde vor allem verändert durch die Zuwanderungswelle während der Gastarbeiteranwerbung ab Oktober 1961, die letzte Zuwanderergruppe verblieb in der Straße und bestand überwiegend aus Arbeitsmigranten türkischer Herkunft. Der Wegzug deutschstämmiger Bewohner beschleunigte sich verstärkt ab 1974, als Felten & Guilleaume in eine tiefe Unternehmenskrise geriet und eine kommunale Konversion einleitete. Es zogen weitere Migranten zu, der Ausländeranteil stieg über den städtischen Durchschnitt. Seitdem wird die Keupstraße im Volksmund „Klein-Istanbul“ oder „Istanbul von Köln“ genannt. In einem Artikel aus der Zeit aus 2008 hieß es gar „Deutsche Passanten sind so selten wie in einem kurdischen Dorf“.
Die Stadt Köln marginalisierte die Keupstraße 1999 in einer Dokumentation als „hoffnungslosen Fall“, weil durch die soziale Segregation von sozial schwachen ausländischen und deutschen Familien ein Kampf um Arbeitsplätze und Freizeiträume begonnen hätte. Allein angesichts der Tatsache, dass unter den Migranten die Arbeitslosigkeit doppelt so hoch und die allgemeine Qualifikation nur halb so hoch sei, stellten migrationsgeprägte Stadtteile oder Straßenzüge wie die Keupstraße in Köln „orientalischen Flair“ dar.

### Bombenanschlag
Die Keupstraße geriet bundesweit in die Schlagzeilen, als hier am 9. Juni 2004 ein rechtsterroristischen Nagelbombenanschlag stattfand. 22 Personen wurden verletzt, vier von ihnen schwer. An mehreren Ladenlokalen entstanden erhebliche Sachschäden. Ein Friseursalon wurde durch die Wucht der Detonation völlig verwüstet. Zahlreiche geparkte Autos wurden durch die Explosion und die umherfliegenden Nägel beschädigt.
Über den Täter, das Motiv und weitere Hintergründe herrschte über viele Jahre hinweg Unklarheit. Ein terroristischer Akt wurde zunächst von den Ermittlern ausgeschlossen. Spekulationen gingen sowohl von einem fremdenfeindlichen Hintergrund wie auch von Streitigkeiten zwischen türkischen Geschäftsleuten aus. Andere Mutmaßungen brachten den Sprengstoffanschlag mit dem Kurdenkonflikt in der Türkei in Verbindung. Nach der Selbstenttarnung im November 2011 stellte sich heraus, dass die Tat der rechtsterroristischen Gruppe Nationalsozialistischer Untergrund zuzuschreiben ist.
Einen Monat nach dem Anschlag suchte der damalige Kölner Regierungspräsident und spätere Oberbürgermeister Jürgen Roters den Tatort auf. Seinen Rundgang startete er bei dem Friseur, dessen Geschäft durch die Nagelbombe zerstört wurde. Roters zum Inhaber: „Bei mir wird’s ja langsam wieder Zeit. Rufen Sie mich an, dann bin ich Ihr erster Kunde.“ Er hielt Wort und ließ sich bei der Wiedereröffnung des Salons im Oktober 2011 die Haare schneiden.
Eine Kampagne des Bundesinnenministeriums sorgte im Sommer 2012 für Unmut. In der Keupstraße wurden kartonweise Flugblätter gegen Islamismus verteilt. Muslimische Verbände wie auch Kölner Kommunalpolitiker empfanden es als unsensibel, dass diese Kampagne ausgerechnet in der Keupstraße begann, wo das Attentat lange Zeit irrtümlich islamistischen Tätern zugeschrieben worden war.

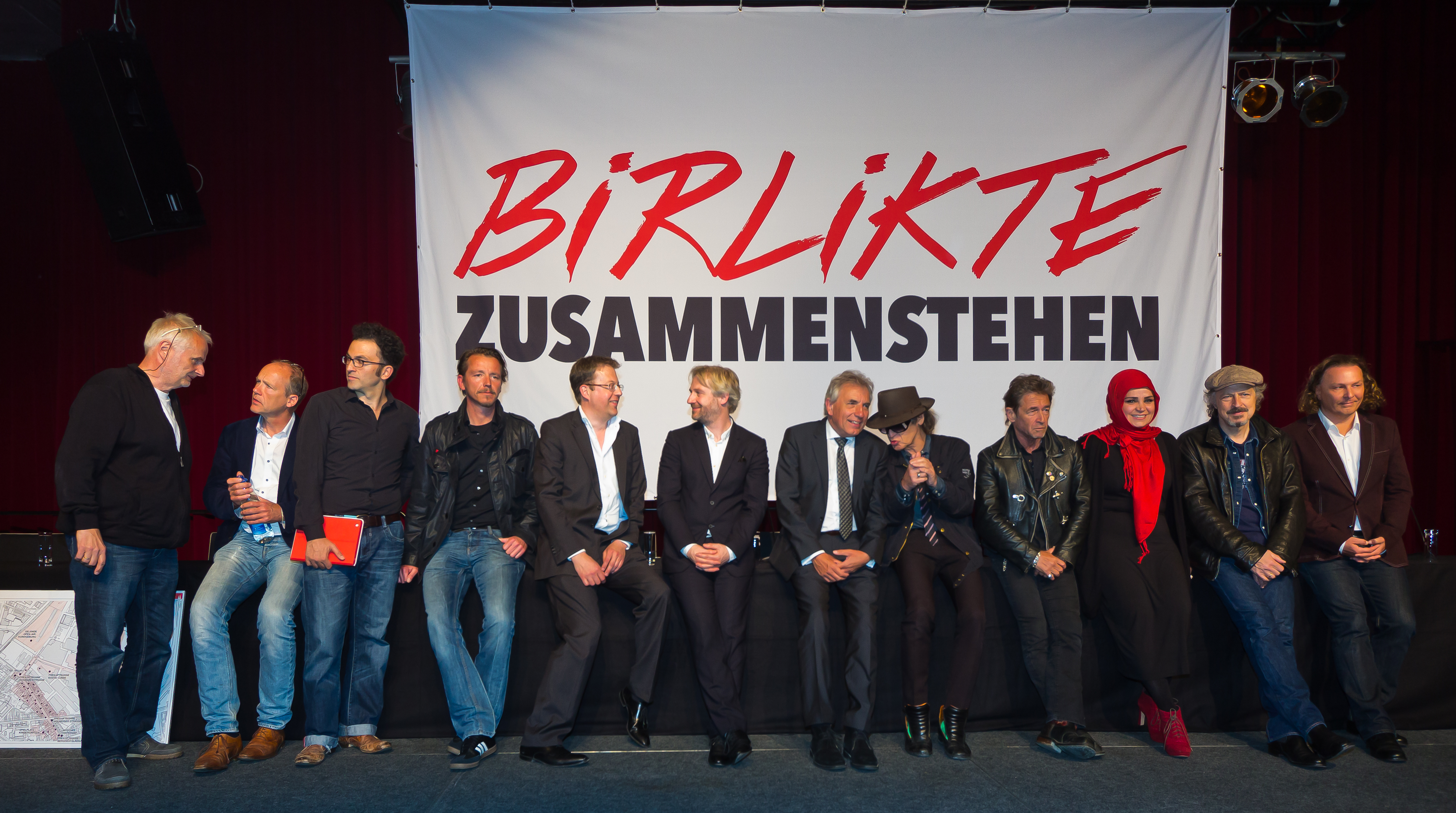
Gruppenfoto von der Pressekonferenz zu Großkundgebung Birlikte – Zusammenstehen

Vom 7. bis 9. Juni 2014 fand die Großkundgebung „Birlikte – Zusammenstehen“ anlässlich des 10. Jahrestages des Attentats statt. Ein Open-Air-Straßenkulturfest setzte künstlerische und musikalische Zeichen gegen den Anschlag, Rassismus und rechtsextremistische Gesinnung. Neben Oberbürgermeister Roters und der Vorsitzenden der Interessengemeinschaft Keupstraße e. V., Meral Sahin, beteiligten sich die Musiker Wolfgang Niedecken, Peter Maffay und Udo Lindenberg mit einem Open-Air-Konzert. Das Schauspiel Köln beteiligte sich mit dem Theaterstück „Die Lücke“ unter der Regie von Nuran David Calis, das die Ermittlungen nach dem Anschlag aus Sicht der Anwohner schildert. Auf der Abschlusskundgebung sprach Bundespräsident Joachim Gauck.
Eko Fresh rappte über den Anschlag in seinem Lied „Es brennt“ (2014), der Dokumentarfilm Der Kuaför aus der Keupstraße von Andreas Maus (2016) ließ Opfer und Anwohner zu Wort kommen. Die Initiative Keupstraße ist überall wurde gegründet, die sich gesellschaftlich gegen Rassismus engagiert.

## Demografie
Die Geschichte der Keupstraße ist demografisch ein typisches Beispiel des „neighborhood tipping“ (siehe Tipping-Point): Migranten ziehen hin, Deutschstämmige ziehen aus. Bevölkerungspolitisch und demografisch wird durch die Ladenbesitzer mit Migrationshintergrund eine Parallelgesellschaft zementiert, denn Türken brauchen nicht mehr deutsche Supermärkte, Friseure, Cafés, Juweliere, Brautmoden oder Reisebüros zu frequentieren, sondern können Läden ihrer Kulturgemeinschaft aufsuchen. Dieses Konzept – so weiß man aus anderen Städten wie London oder Paris – trägt nicht zur Integration, sondern zur Exklusion bei.

## Infrastruktur
Die Keupstraße ist bekannt als eine Einkaufsstraße mit exotischem Flair. Die bestehende Infrastruktur aus Einzelhandel, Dienstleistungen und Gastronomie ist auf den Bedarf und die Nachfrage Türkischstämmiger abgestimmt und wird von dieser Kundschaft angenommen, zugleich aber auch von vielen deutschstämmigen Kölnern und vereinzelt von Touristen aufgesucht. Das Angebot setzt sich in der südlich angrenzenden Bergisch-Gladbacher Straße über eine Reihe von Häusern weiter fort und wird so von insgesamt rund 100 Händlern und Dienstleistern abgedeckt. Besonders für türkische Hochzeitsgesellschaften hat sich die Keupstraße zu einem Anziehungspunkt entwickelt und gilt als die türkische Hochzeitsmeile Kölns. Hier finden Hochzeitspaare Fachgeschäfte für Schmuck, Einladungskarten, Hochzeitsgeschenke, Dekoration und Brautmode. Die Zahl der kleinen Lebensmittelgeschäfte, die lange das Bild dominierten, ist aufgrund der Konzentration im Lebensmittelhandel zugunsten von orientalischen Supermärkten zurückgegangen.

## Heutige Situation
Die Straße wird zumeist von viergeschossigen Wohnhäusern – teilweise mit Ladenlokalen – aus der Gründerzeit, dem frühen 20. Jahrhundert und Zweckarchitektur der Nachkriegszeit gesäumt. Ein Teilstück der überwiegend türkisch geprägten Straße liegt direkt an der Werksmauer des angrenzenden Industriegeländes. Die Erdgeschosse der Häuser werden von mehrheitlich türkeistämmigen Kaufleuten, viele hiervon Kurden, als Ladenlokale genutzt. Hier wechseln sich die Geschäfte der unterschiedlichsten Branchen ab. In den Obergeschossen leben überwiegend Migrantenfamilien türkischer Herkunft. Einige Gebäude verfügen über eine Durchfahrt zu den Hinterhöfen. Dort befinden sich Hinterhäuser mit Wohnungen, weitere Gewerbebetriebe sowie zwei Moscheevereine. Die Fassaden sind teilweise im ursprünglichen Zustand erhalten geblieben, einige wurden modern gestaltet, andere wiederum mit orientalischen Ornamenten verziert.
Der Kern der Straße darf nur in eine Fahrtrichtung befahren werden. Durch spezielle Aufpflasterungen wird die Geschwindigkeit des fließenden Verkehrs in der tagsüber und bis in die späten Abendstunden belebten Einkaufsstraße beschränkt. Entlang der Fahrbahn befinden sich auf beiden Seiten Parkbuchten. Diese reichen jedoch nicht für alle Anwohner und Geschäftskunden aus, sodass häufig in zweiter Reihe geparkt wird und der Straßenverkehr zeitweise zum Erliegen kommt.
Eine sechsspurig ausgebaute Hauptverkehrsader durchschneidet die Keupstraße und grenzt den näher zum Rhein gelegenen Fortlauf vom geschäftigen Teil der Straße ab. Direkt daneben befindet sich die gleichnamige Haltestelle der Kölner Stadtbahn. Dieser kürzere Abschnitt dient vornehmlich als Wohngebiet. Hier wurde auch ein Kinderspielplatz angelegt. Die ersten Meter des Straßenzuges sind als Platzfläche gestaltet und verkehrsberuhigt. Hier wurde vor einigen Jahren das Norbert-Burger-Seniorenheim errichtet. Einige Sitzbänke und der gegenüber in jüngster Zeit erbaute Dreikönigenbrunnen sollen zum Verweilen einladen.
Die Keupstraße ist als ein Zentrum des Lebens von Türkeistämmigen bekannt.
Im Bezirk Mülheim liegt der Ausländeranteil mit 32,3 % deutlich über dem städtischen Gesamtdurchschnitt (19,4 %); den höchsten Anteil verzeichnet rechtsrheinisch Finkenberg mit 47,1 %. Die Quote der nichtdeutschen Tatverdächtigen lag bei 38,0 %.
In der Straße hat es seit August 2019 mehrere erfolgreiche Razzien gegeben (zuletzt am 21. Januar 2021), die Geldwäsche durch illegales Hawala mit großem Volumen wie auch in der vergleichbaren linksrheinischen Weidengasse am Eigelstein zum Vorschein brachte. Damit ist die Keupstraße ein Tatort der Clan-Kriminalität.

## Sonstiges
Hin und wieder dient die Straße als Drehort für Filmaufnahmen. Im Januar 2007 wurde im WDR Fernsehen die Dokumentarfilmreihe Die Özdags über den Alltag einer türkischstämmigen Großfamilie ausgestrahlt, die hier eine Konditorei betreibt.
Im August 2011 wurde dort ein YouTube-Video des deutschsprachigen Rappers Eko Fresh gedreht, das vom Label Aggro.tv als Teil der Staffel „Halt die Fresse“ im Internet verbreitet wird.
Die Geschäftsleute und Anwohner der Keupstraße werben mit einem Youtube-Video mit dem Titel Die Keupstraße lebt für einen Besuch und Einkaufsbummel auf ihrer Straße. Darin präsentieren sie sich nicht in einer Opfer-Rolle, sondern als Gastgeber mit Charme und Humor. Regie führte der Journalist und Filmemacher Jürgen Kura.
1980 wurde ein Essay von Achim Dümmler (Psychologe) und Ludger Reiberg (Germanist und Wirtschaftsgeograph, heute Studiendirektor im Schulamt der Stadt Köln) im Sammelband zu einem Kölner Literaturwettbewerb Beispielsweise Köln (Lamuv Verlag) veröffentlicht mit dem Titel Die Keupstraße in Köln Mülheim, ihre Geschichte, ihr Wandel und ihre Wirkung auf die Bewohner.
Auf der Keupstraße findet jährlich gegen Ende des islamischen Fastenmonats Ramadan ein gemeinsames Fastenbrechen unter freiem Himmel statt. Das Fastenbrechen wird von den Geschäftsleuten der Keupstraße finanziert. Es gilt auch als Antwort an den rechtsextremen Nagelbombenanschlag von 2004.